# 11e étape du Tour de France 2024
Pour un article plus général, voir Tour de France 2024.
La 11e étape du Tour de France 2024 se déroule le mercredi 10 juillet 2024 entre Évaux-les-Bains dans la Creuse et Le Lioran dans le Cantal, sur une distance de 211 kilomètres.

## Parcours
Cette longue étape au départ de la Creuse en direction du Massif central présente un dénivelé de plus de 4 000 m et le franchissement de six cols répertoriés. Les 45 derniers kilomètres de l'étape s'élèvent davantage avec quatre ascensions rapprochées, et la dernière à 3 kilomètres de l'arrivée dans la station de sports d'hiver du Lioran.

## Déroulement de la course
Après plusieurs tentatives avortées, six hommes se portent en tête après un peu moins de 80 kilomètres de course: Richard Carapaz, Ben Healy, Mattéo Vercher, Oier Lazkano, Paul Lapeira et Oscar Onley. Quelques kilomètres plus loin, Guillaume Martin, Romain Grégoire, Bruno Armirail et Julien Bernard les rejoignent. Ces dix hommes de tête restent ensemble jusqu'à la montée du Puy Mary où le groupe éclate. 
Ben Healy est le dernier échappé à être repris par le groupe maillot jaune à 32 kilomètres de l'arrivée et 1 000 m du sommet du Puy Mary. 400 mètres plus loin, le maillot jaune Tadej Pogačar place une attaque et franchit le sommet avec 5 secondes d'avance sur Jonas Vingegaard, 14 sur Primož Roglič et 28 sur Remco Evenepoel. Dans la descente, Pogačar augmente son avantage alors que Roglič rejoint Vingegaard. Ensuite, Evenepoel et un petit groupe reviennent sur Roglič et Vingegaard au bas de cette descente. Pogačar aborde le col de Pertus avec un avantage de 35 secondes sur sept poursuivants. Vingegaard contre-attaque, dans un premier temps accompagné de Roglič, puis revient seul sur Pogačar en vue du sommet. Evenepoel qui a repris Roglič pointe au sommet à 45 secondes du duo de tête. 
Dans la dernière ascension, le col de Fond de Cère, les positions restent inchangées : le duo Pogačar-Vingegaard passe au sommet avec 30 secondes d'avance sur le duo Evenepoel-Roglič. Dans la descente vers l'arrivée, Roglič chute sans gravité et passe la ligne trente secondes derrière le Belge, avant d'être crédité du même temps qu'Evenepoel. À l'arrivée, Jonas Vingegaard l'emporte au sprint, une demi roue devant Tadej Pogačar. Remco Evenepoel prend la troisième place à 25 secondes du vainqueur.

## Résultats
Cette section présente les résultats et prix obtenus au cours de l'étape.

### Classement de l'étape
| Classement de la 11e étape | Classement de la 11e étape | Classement de la 11e étape | Classement de la 11e étape | Classement de la 11e étape |
|                            | Coureur                    | Pays                       | Équipe                     | Temps                      |
| -------------------------- | -------------------------- | -------------------------- | -------------------------- | -------------------------- |
| 1er                        | Jonas Vingegaard           | Danemark                   | Team Visma-Lease a Bike    | en 4 h 58 min 0 s          |
| 2e                         | Tadej Pogačar              | Slovénie                   | UAE Team Emirates          | + 0 s                      |
| 3e                         | Remco Evenepoel            | Belgique                   | Soudal Quick-Step          | + 25 s                     |
| 4e                         | Primož Roglič              | Slovénie                   | Red Bull-Bora-Hansgrohe    | + 25 s                     |
| 5e                         | Giulio Ciccone             | Italie                     | Lidl-Trek                  | + 1 min 47 s               |
| 6e                         | João Almeida               | Portugal                   | UAE Team Emirates          | + 1 min 49 s               |
| 7e                         | Adam Yates                 | Royaume-Uni                | UAE Team Emirates          | + 1 min 49 s               |
| 8e                         | Mikel Landa                | Espagne                    | Soudal Quick-Step          | + 1 min 49 s               |
| 9e                         | Carlos Rodríguez           | Espagne                    | Ineos Grenadiers           | + 1 min 55 s               |
| 10e                        | Felix Gall                 | Autriche                   | Decathlon-AG2R La Mondiale | + 2 min 38 s               |
| modifier                   |                            |                            |                            |                            |

### Bonifications en temps
|   | Coureur          | Pays     | Équipe                  | Secondes |
| - | ---------------- | -------- | ----------------------- | -------- |
| 1 | Tadej Pogačar    | Slovénie | UAE Team Emirates       | 8 s      |
| 2 | Jonas Vingegaard | Danemark | Team Visma-Lease a Bike | 5 s      |
| 3 | Remco Evenepoel  | Belgique | Soudal Quick-Step       | 2 s      |

|   | Coureur          | Pays     | Équipe                  | Secondes |
| - | ---------------- | -------- | ----------------------- | -------- |
| 1 | Jonas Vingegaard | Danemark | Team Visma-Lease a Bike | 10 s     |
| 2 | Tadej Pogačar    | Slovénie | UAE Team Emirates       | 6 s      |
| 3 | Remco Evenepoel  | Belgique | Soudal Quick-Step       | 4 s      |

| \| Coureur \| Pays \| Équipe \| Temps \| \| ------------- \| -------- \| -------------------------- \| ------ \| \| Felix Gall[5] \| Autriche \| Decathlon-AG2R La Mondiale \| + 20 s \| |          |                            |        |
| Coureur | Pays     | Équipe                     | Temps  |
| Felix Gall | Autriche | Decathlon-AG2R La Mondiale | + 20 s |

### Points attribués
| Sprint intermédiaire Bourg-Lastic (km 65) | Sprint intermédiaire Bourg-Lastic (km 65) | Sprint intermédiaire Bourg-Lastic (km 65) | Sprint intermédiaire Bourg-Lastic (km 65) | Sprint intermédiaire Bourg-Lastic (km 65) |
| ----------------------------------------- | ----------------------------------------- | ----------------------------------------- | ----------------------------------------- | ----------------------------------------- |
|                                           | Coureur                                   | Pays                                      | Équipe                                    | Point(s)                                  |
| 1er                                       | Anthony Turgis                            | France                                    | TotalEnergies                             | 20                                        |
| 2e                                        | Axel Zingle                               | France                                    | Cofidis                                   | 17                                        |
| 3e                                        | Paul Lapeira                              | France                                    | Decathlon-AG2R La Mondiale                | 15                                        |
| 4e                                        | Frank van den Broek                       | Pays-Bas                                  | Team dsm-firmenich PostNL                 | 13                                        |
| 5e                                        | Richard Carapaz                           | Équateur                                  | EF Education-EasyPost                     | 11                                        |
| 6e                                        | Cristian Rodríguez                        | Espagne                                   | Arkéa-B&B Hotels                          | 10                                        |
| 7e                                        | Stephen Williams                          | Royaume-Uni                               | Israel-Premier Tech                       | 9                                         |
| 8e                                        | Magnus Cort Nielsen                       | Danemark                                  | Uno-X Mobility                            | 8                                         |
| 9e                                        | Silvan Dillier                            | Suisse                                    | Alpecin-Deceuninck                        | 7                                         |
| 10e                                       | Mattéo Vercher                            | France                                    | TotalEnergies                             | 6                                         |
| 11e                                       | Toms Skujiņš                              | Lettonie                                  | Lidl-Trek                                 | 5                                         |
| 12e                                       | Clément Russo                             | France                                    | Groupama-FDJ                              | 4                                         |
| 13e                                       | Romain Grégoire                           | France                                    | Groupama-FDJ                              | 3                                         |
| 14e                                       | Chris Harper                              | Australie                                 | Team Jayco AlUla                          | 2                                         |
| 15e                                       | Tiesj Benoot                              | Belgique                                  | Team Visma-Lease a Bike                   | 1                                         |
| modifier                                  |                                           |                                           |                                           |                                           |

| Arrivée d'étape Le Lioran (km 211) | Arrivée d'étape Le Lioran (km 211) | Arrivée d'étape Le Lioran (km 211) | Arrivée d'étape Le Lioran (km 211) | Arrivée d'étape Le Lioran (km 211) |
| ---------------------------------- | ---------------------------------- | ---------------------------------- | ---------------------------------- | ---------------------------------- |
|                                    | Coureur                            | Pays                               | Équipe                             | Point(s)                           |
| 1er                                | Jonas Vingegaard                   | Danemark                           | Team Visma-Lease a Bike            | 30                                 |
| 2e                                 | Tadej Pogačar                      | Slovénie                           | UAE Team Emirates                  | 25                                 |
| 3e                                 | Remco Evenepoel                    | Belgique                           | Soudal Quick-Step                  | 22                                 |
| 4e                                 | Primož Roglič                      | Slovénie                           | Red Bull-Bora-Hansgrohe            | 19                                 |
| 5e                                 | Giulio Ciccone                     | Italie                             | Lidl-Trek                          | 17                                 |
| 6e                                 | João Almeida                       | Portugal                           | UAE Team Emirates                  | 15                                 |
| 7e                                 | Adam Yates                         | Royaume-Uni                        | UAE Team Emirates                  | 13                                 |
| 8e                                 | Mikel Landa                        | Espagne                            | Soudal Quick-Step                  | 11                                 |
| 9e                                 | Carlos Rodríguez                   | Espagne                            | Ineos Grenadiers                   | 9                                  |
| 10e                                | Felix Gall                         | Autriche                           | Decathlon-AG2R La Mondiale         | 7                                  |
| 11e                                | Santiago Buitrago                  | Colombie                           | Bahrain Victorious                 | 6                                  |
| 12e                                | Derek Gee                          | Canada                             | Israel-Premier Tech                | 5                                  |
| 13e                                | Simon Yates                        | Royaume-Uni                        | Team Jayco AlUla                   | 4                                  |
| 14e                                | Javier Romo                        | Espagne                            | Movistar Team                      | 3                                  |
| 15e                                | Juan Ayuso                         | Espagne                            | UAE Team Emirates                  | 2                                  |
| modifier                           |                                    |                                    |                                    |                                    |

| \| Coureur \| Pays \| Équipe \| Points \| \| ------------- \| -------- \| -------------------------- \| ---------- \| \| Felix Gall[5] \| Autriche \| Decathlon-AG2R La Mondiale \| - 6 points \| |          |                            |            |
| Coureur | Pays     | Équipe                     | Points     |
| Felix Gall | Autriche | Decathlon-AG2R La Mondiale | - 6 points |

### Cols et côtes
| Côte de Mouilloux (km 79,8) 4e catégorie (1,9 km à 6,3 %) | Côte de Mouilloux (km 79,8) 4e catégorie (1,9 km à 6,3 %) | Côte de Mouilloux (km 79,8) 4e catégorie (1,9 km à 6,3 %) | Côte de Mouilloux (km 79,8) 4e catégorie (1,9 km à 6,3 %) | Côte de Mouilloux (km 79,8) 4e catégorie (1,9 km à 6,3 %) |
| --------------------------------------------------------- | --------------------------------------------------------- | --------------------------------------------------------- | --------------------------------------------------------- | --------------------------------------------------------- |
|                                                           | Coureur                                                   | Pays                                                      | Équipe                                                    | Point(s)                                                  |
| 1er                                                       | Oier Lazkano                                              | Espagne                                                   | Movistar Team                                             | 1                                                         |
| modifier                                                  |                                                           |                                                           |                                                           |                                                           |

| Côte de Larodde (km 89,7) 3e catégorie (3,8 km à 6,0 %) | Côte de Larodde (km 89,7) 3e catégorie (3,8 km à 6,0 %) | Côte de Larodde (km 89,7) 3e catégorie (3,8 km à 6,0 %) | Côte de Larodde (km 89,7) 3e catégorie (3,8 km à 6,0 %) | Côte de Larodde (km 89,7) 3e catégorie (3,8 km à 6,0 %) |
| ------------------------------------------------------- | ------------------------------------------------------- | ------------------------------------------------------- | ------------------------------------------------------- | ------------------------------------------------------- |
|                                                         | Coureur                                                 | Pays                                                    | Équipe                                                  | Point(s)                                                |
| 1er                                                     | Richard Carapaz                                         | Équateur                                                | EF Education-EasyPost                                   | 2                                                       |
| 2e                                                      | Oscar Onley                                             | Royaume-Uni                                             | Team dsm-firmenich PostNL                               | 1                                                       |
| modifier                                                |                                                         |                                                         |                                                         |                                                         |

| Col de Néronne (km 168,7) 2e catégorie (3,8 km à 9,1 %) | Col de Néronne (km 168,7) 2e catégorie (3,8 km à 9,1 %) | Col de Néronne (km 168,7) 2e catégorie (3,8 km à 9,1 %) | Col de Néronne (km 168,7) 2e catégorie (3,8 km à 9,1 %) | Col de Néronne (km 168,7) 2e catégorie (3,8 km à 9,1 %) |
| ------------------------------------------------------- | ------------------------------------------------------- | ------------------------------------------------------- | ------------------------------------------------------- | ------------------------------------------------------- |
|                                                         | Coureur                                                 | Pays                                                    | Équipe                                                  | Point(s)                                                |
| 1er                                                     | Ben Healy                                               | Irlande                                                 | EF Education-EasyPost                                   | 5                                                       |
| 2e                                                      | Oier Lazkano                                            | Espagne                                                 | Movistar Team                                           | 3                                                       |
| 3e                                                      | Richard Carapaz                                         | Équateur                                                | EF Education-EasyPost                                   | 2                                                       |
| 4e                                                      | Julien Bernard                                          | France                                                  | Lidl-Trek                                               | 1                                                       |
| modifier                                                |                                                         |                                                         |                                                         |                                                         |

| Puy Mary - Pas de Peyrol (km 180) 1re catégorie (5,4 km à 8,1 %) | Puy Mary - Pas de Peyrol (km 180) 1re catégorie (5,4 km à 8,1 %) | Puy Mary - Pas de Peyrol (km 180) 1re catégorie (5,4 km à 8,1 %) | Puy Mary - Pas de Peyrol (km 180) 1re catégorie (5,4 km à 8,1 %) | Puy Mary - Pas de Peyrol (km 180) 1re catégorie (5,4 km à 8,1 %) |
| ---------------------------------------------------------------- | ---------------------------------------------------------------- | ---------------------------------------------------------------- | ---------------------------------------------------------------- | ---------------------------------------------------------------- |
|                                                                  | Coureur                                                          | Pays                                                             | Équipe                                                           | Point(s)                                                         |
| 1er                                                              | Tadej Pogačar                                                    | Slovénie                                                         | UAE Team Emirates                                                | 10                                                               |
| 2e                                                               | Jonas Vingegaard                                                 | Danemark                                                         | Team Visma-Lease a Bike                                          | 8                                                                |
| 3e                                                               | Primož Roglič                                                    | Slovénie                                                         | Red Bull-Bora-Hansgrohe                                          | 6                                                                |
| 4e                                                               | Remco Evenepoel                                                  | Belgique                                                         | Soudal Quick-Step                                                | 4                                                                |
| 5e                                                               | Carlos Rodríguez                                                 | Espagne                                                          | Ineos Grenadiers                                                 | 2                                                                |
| 6e                                                               | Giulio Ciccone                                                   | Italie                                                           | Lidl-Trek                                                        | 1                                                                |
| modifier                                                         |                                                                  |                                                                  |                                                                  |                                                                  |

| Col de Pertus (km 196,4) 2e catégorie (4,4 km à 7,9 %) | Col de Pertus (km 196,4) 2e catégorie (4,4 km à 7,9 %) | Col de Pertus (km 196,4) 2e catégorie (4,4 km à 7,9 %) | Col de Pertus (km 196,4) 2e catégorie (4,4 km à 7,9 %) | Col de Pertus (km 196,4) 2e catégorie (4,4 km à 7,9 %) |
| ------------------------------------------------------ | ------------------------------------------------------ | ------------------------------------------------------ | ------------------------------------------------------ | ------------------------------------------------------ |
|                                                        | Coureur                                                | Pays                                                   | Équipe                                                 | Point(s)                                               |
| 1er                                                    | Tadej Pogačar                                          | Slovénie                                               | UAE Team Emirates                                      | 5                                                      |
| 2e                                                     | Jonas Vingegaard                                       | Danemark                                               | Team Visma-Lease a Bike                                | 3                                                      |
| 3e                                                     | Remco Evenepoel                                        | Belgique                                               | Soudal Quick-Step                                      | 2                                                      |
| 4e                                                     | Primož Roglič                                          | Slovénie                                               | Red Bull-Bora-Hansgrohe                                | 1                                                      |
| modifier                                               |                                                        |                                                        |                                                        |                                                        |

| Col de Font de Cère (km 208,2) 3e catégorie (3,3 km à 5,8 %) | Col de Font de Cère (km 208,2) 3e catégorie (3,3 km à 5,8 %) | Col de Font de Cère (km 208,2) 3e catégorie (3,3 km à 5,8 %) | Col de Font de Cère (km 208,2) 3e catégorie (3,3 km à 5,8 %) | Col de Font de Cère (km 208,2) 3e catégorie (3,3 km à 5,8 %) |
| ------------------------------------------------------------ | ------------------------------------------------------------ | ------------------------------------------------------------ | ------------------------------------------------------------ | ------------------------------------------------------------ |
|                                                              | Coureur                                                      | Pays                                                         | Équipe                                                       | Point(s)                                                     |
| 1er                                                          | Jonas Vingegaard                                             | Danemark                                                     | Team Visma-Lease a Bike                                      | 2                                                            |
| 2e                                                           | Tadej Pogačar                                                | Slovénie                                                     | UAE Team Emirates                                            | 1                                                            |
| modifier                                                     |                                                              |                                                              |                                                              |                                                              |

### Prix de la combativité
- Tadej Pogačar  (UAE Team Emirates )

## Classements à l'issue de l'étape
Cette section présente le classement général et les différents classements annexes à l'issue de l'étape.

### Classement général
| Classement général | Classement général | Classement général | Classement général      | Classement général |
|                    | Coureur            | Pays               | Équipe                  | Temps              |
| ------------------ | ------------------ | ------------------ | ----------------------- | ------------------ |
| 1er                | Tadej Pogačar      | Slovénie           | UAE Team Emirates       | en 45 h 0 min 34 s |
| 2e                 | Remco Evenepoel    | Belgique           | Soudal Quick-Step       | + 1 min 6 s        |
| 3e                 | Jonas Vingegaard   | Danemark           | Team Visma-Lease a Bike | + 1 min 14 s       |
| 4e                 | Primož Roglič      | Slovénie           | Red Bull-Bora-Hansgrohe | + 2 min 15 s       |
| 5e                 | João Almeida       | Portugal           | UAE Team Emirates       | + 4 min 20 s       |
| 6e                 | Carlos Rodríguez   | Espagne            | Ineos Grenadiers        | + 4 min 40 s       |
| 7e                 | Mikel Landa        | Espagne            | Soudal Quick-Step       | + 5 min 38 s       |
| 8e                 | Adam Yates         | Royaume-Uni        | UAE Team Emirates       | + 6 min 59 s       |
| 9e                 | Juan Ayuso         | Espagne            | UAE Team Emirates       | + 7 min 9 s        |
| 10e                | Giulio Ciccone     | Italie             | Lidl-Trek               | + 7 min 36 s       |
| modifier           |                    |                    |                         |                    |

| Classement par points | Classement par points | Classement par points | Classement par points | Classement par points |
| --------------------- | --------------------- | --------------------- | --------------------- | --------------------- |
|                       | Coureur               | Pays                  | Équipe                | Point(s)              |
| 1er                   | Biniam Girmay         | Érythrée              | Intermarché-Wanty     | 267 points            |
| 2e                    | Jasper Philipsen      | Belgique              | Alpecin-Deceuninck    | 193 pts               |
| 3e                    | Anthony Turgis        | France                | TotalEnergies         | 121 pts               |
| 4e                    | Jonas Abrahamsen      | Norvège               | Uno-X Mobility        | 107 pts               |
| 5e                    | Fernando Gaviria      | Colombie              | Movistar Team         | 100 pts               |
| 6e                    | Bryan Coquard         | France                | Cofidis               | 98 pts                |
| 7e                    | Arnaud De Lie         | Belgique              | Lotto Dstny           | 98 pts                |
| 8e                    | Tadej Pogačar         | Slovénie              | UAE Team Emirates     | 88 pts                |
| 9e                    | Arnaud Démare         | France                | Arkéa-B&B Hotels      | 83 pts                |
| 10e                   | Remco Evenepoel       | Belgique              | Soudal Quick-Step     | 82 pts                |
| modifier              |                       |                       |                       |                       |

| Classement du meilleur grimpeur | Classement du meilleur grimpeur | Classement du meilleur grimpeur | Classement du meilleur grimpeur | Classement du meilleur grimpeur |
| ------------------------------- | ------------------------------- | ------------------------------- | ------------------------------- | ------------------------------- |
|                                 | Coureur                         | Pays                            | Équipe                          | Point(s)                        |
| 1er                             | Tadej Pogačar                   | Slovénie                        | UAE Team Emirates               | 36 points                       |
| 2e                              | Jonas Abrahamsen                | Norvège                         | Uno-X Mobility                  | 33 pts                          |
| 3e                              | Jonas Vingegaard                | Danemark                        | Team Visma-Lease a Bike         | 28 pts                          |
| 4e                              | Remco Evenepoel                 | Belgique                        | Soudal Quick-Step               | 18 pts                          |
| 5e                              | Valentin Madouas                | France                          | Groupama-FDJ                    | 16 pts                          |
| 6e                              | Carlos Rodríguez                | Espagne                         | Ineos Grenadiers                | 12 pts                          |
| 7e                              | Stephen Williams                | Royaume-Uni                     | Israel-Premier Tech             | 10 pts                          |
| 8e                              | Frank van den Broek             | Pays-Bas                        | Team dsm-firmenich PostNL       | 9 pts                           |
| 9e                              | Primož Roglič                   | Slovénie                        | Red Bull-Bora-Hansgrohe         | 9 pts                           |
| 10e                             | Juan Ayuso                      | Espagne                         | UAE Team Emirates               | 8 pts                           |
| modifier                        |                                 |                                 |                                 |                                 |

| Classement général du meilleur jeune | Classement général du meilleur jeune | Classement général du meilleur jeune | Classement général du meilleur jeune | Classement général du meilleur jeune |
|                                      | Coureur                              | Pays                                 | Équipe                               | Temps                                |
| ------------------------------------ | ------------------------------------ | ------------------------------------ | ------------------------------------ | ------------------------------------ |
| 1er                                  | Remco Evenepoel                      | Belgique                             | Soudal Quick-Step                    | en 45 h 1 min 40 s                   |
| 2e                                   | Carlos Rodríguez                     | Espagne                              | Ineos Grenadiers                     | + 3 min 34 s                         |
| 3e                                   | Juan Ayuso                           | Espagne                              | UAE Team Emirates                    | + 6 min 3 s                          |
| 4e                                   | Matteo Jorgenson                     | États-Unis                           | Team Visma-Lease a Bike              | + 7 min 50 s                         |
| 5e                                   | Santiago Buitrago                    | Colombie                             | Bahrain Victorious                   | + 8 min 35 s                         |
| 6e                                   | Ben Healy                            | Irlande                              | EF Education-EasyPost                | + 11 min 2 s                         |
| 7e                                   | Javier Romo                          | Espagne                              | Movistar Team                        | + 14 min 35 s                        |
| 8e                                   | Ilan Van Wilder                      | Belgique                             | Soudal Quick-Step                    | + 32 min 10 s                        |
| 9e                                   | Tom Pidcock                          | Royaume-Uni                          | Ineos Grenadiers                     | + 48 min 42 s                        |
| 10e                                  | Oscar Onley                          | Royaume-Uni                          | Team dsm-firmenich PostNL            | + 50 min 56 s                        |
| modifier                             |                                      |                                      |                                      |                                      |

| Classement par équipes | Classement par équipes     | Classement par équipes | Classement par équipes |
|                        | Équipe                     | Pays                   | Temps                  |
| ---------------------- | -------------------------- | ---------------------- | ---------------------- |
| 1re                    | UAE Team Emirates          | Émirats arabes unis    | en 135 h 10 min 57 s   |
| 2e                     | Soudal Quick-Step          | Belgique               | + 21 min 3 s           |
| 3e                     | Ineos Grenadiers           | Royaume-Uni            | + 22 min 22 s          |
| 4e                     | Team Visma-Lease a Bike    | Pays-Bas               | + 24 min 14 s          |
| 5e                     | Red Bull-Bora-Hansgrohe    | Allemagne              | + 32 min 20 s          |
| 6e                     | Bahrain Victorious         | Bahreïn                | + 43 min 55 s          |
| 7e                     | Movistar Team              | Espagne                | + 47 min 3 s           |
| 8e                     | Lidl-Trek                  | États-Unis             | + 54 min 39 s          |
| 9e                     | EF Education-EasyPost      | États-Unis             | + 1 h 6 min 1 s        |
| 10e                    | Decathlon-AG2R La Mondiale | France                 | + 1 h 22 min 29 s      |
| modifier               |                            |                        |                        |

## Abandons
Quatre coureurs quittent la course : 
- Tim Declercq (Lidl-Trek) : non partant
- Ion Izagirre (Cofidis) : abandon
- Alexis Renard (Cofidis) : abandon
- Fred Wright (Bahrain Victorious) : hors délais[7]